# Karl Röhrl
Karl Röhrl (* 11. Jänner 1941 in Wilhelmsburg (Niederösterreich); † 25. Feber 2016 ebenda) war ein österreichischer Schachspieler. Er war FIDE-Meister und zweimaliger österreichischer Staatsmeister im Schach.

## Leben
Karl Röhrl errang seinen ersten größeren Schach-Erfolg 1960 als Jugendmeister bei der niederösterreichischen Landesmeisterschaft. Weitere Landesmeistertitel in der allgemeinen Klasse folgten 1968, 1976 und 1983.
Mit seinem Stammklub SK St. Pölten gewann Röhrl viermal die niederösterreichische Landesliga und spielte unter anderem von 1982 bis 1988 in der Staatsliga. Darüber hinaus war er mehrmals Mitglied der Niederösterreich-Auswahl bei den Bundesländer-Mannschaftsmeisterschaften in den 1970er Jahren.
1969 errang Röhrl erstmals den Sieg bei der Österreichischen Staatsmeisterschaft der Herren vor Esra Glass und Franz Auer. Das Turnier wurde in Haag am Hausruck in Oberösterreich ausgetragen. 1971 wiederholte er seinen Erfolg in Hartberg und siegte vor Georg Danner und Ferdinand Strobel.
An der Schacholympiade 1970 im deutschen Siegen, 1972 im jugoslawischen Skopje, 1974 im französischen Nizza und 1976 im israelischen Haifa nahm Röhrl als Spieler im österreichischen Nationalteam teil.